# Hemitilapia oxyrhyncha
Hemitilapia oxyrhyncha är en fiskart som beskrevs av George Albert Boulenger 1902. Hemitilapia oxyrhyncha ingår i släktet Hemitilapia och familjen Cichlidae. IUCN kategoriserar arten globalt som livskraftig. Inga underarter finns listade i Catalogue of Life.